# Germania (postzegel)

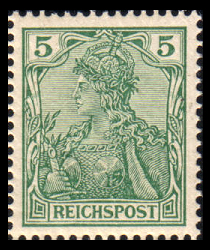
Germania 5 Pfennig ‘Reichspost’

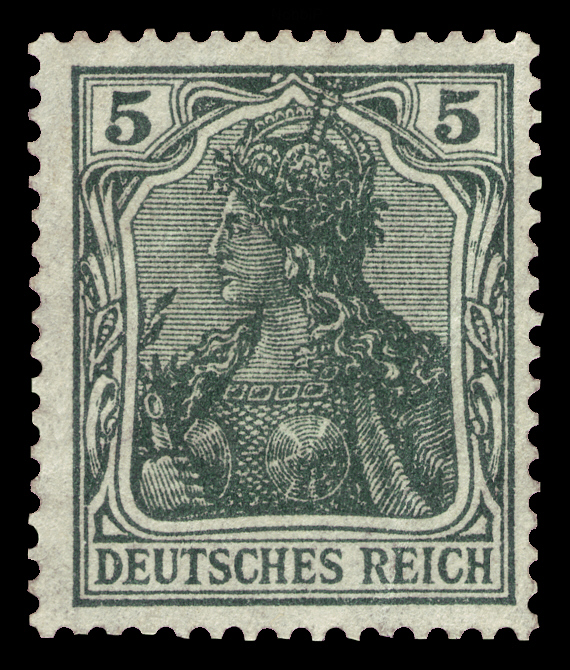
Germania 5 Pfennig ‘Deutsches Reich’

Germania was een langlopende serie postzegels in Duitsland in de periode 1900–1922. Het is wellicht de bekendste uitgifte van Duitsland; deze serie is langer in omloop geweest dan enige andere postzegel in Duitsland. Door de lange looptijd zijn er veel varianten. Het is een geliefd verzamelgebied onder filatelisten.
De ontwerper was Paul Eduard Waldraff. De toneelspeelster Anna Führing diende als voorbeeld voor de beeltenis van Germania. De postzegel had aanvankelijk als randschrift "Reichspost",  op 1 april 1902 werd dat "Deutsches Reich". 

## Opdrukken

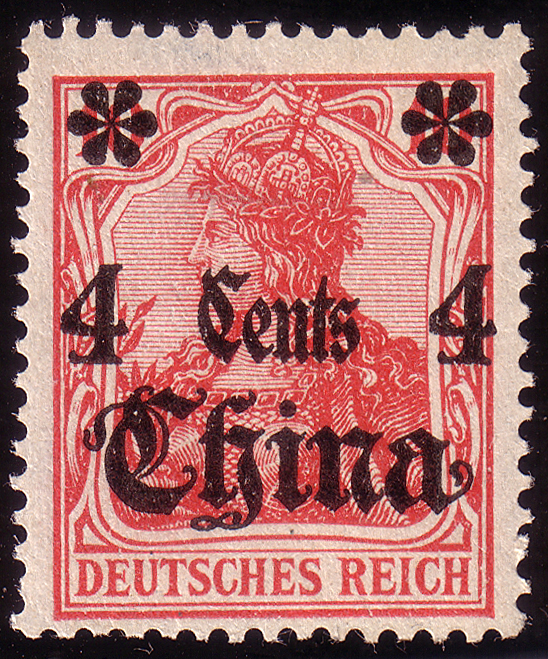
Opdruk 4 Cents 4 China

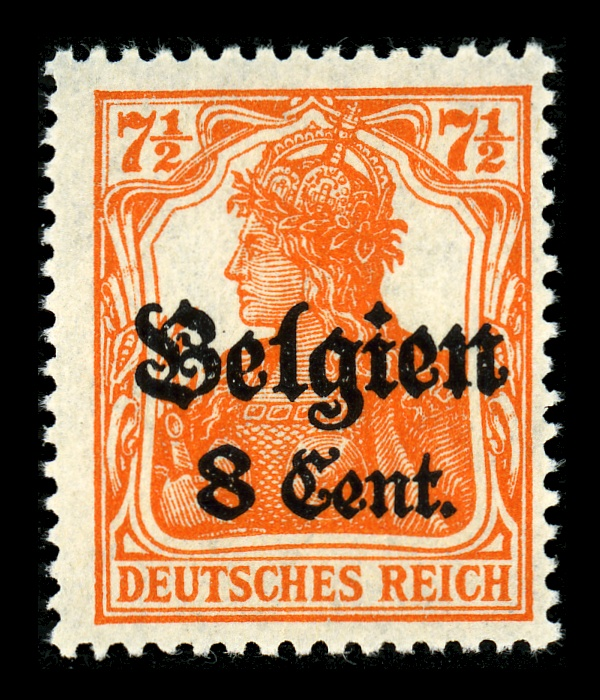
Opdruk Belgien 8 Cent.

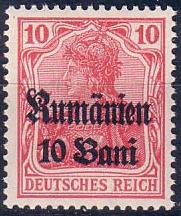
Opdruk Rumänien 10 Bani

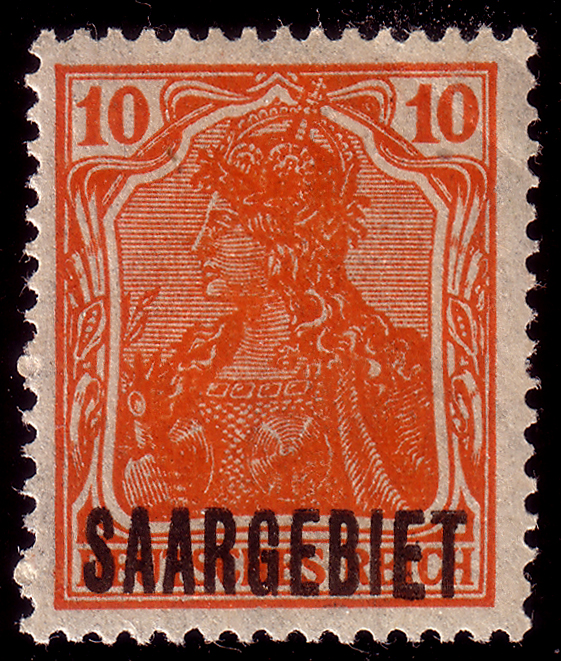
Opdruk SAARGEBIET

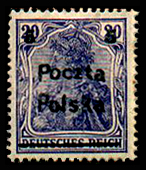
Opdruk 5 - 5 - Poczta Polska

De Germaniazegels zijn vele malen overdrukt om de zegel een andere waarde of een andere bestemming te geven:
Binnen Duitsland zelf:
- 1 mei 1919: zegels met toeslag ten behoeve van oorlogsinvaliden (opdruk ‘5 Pf für Kriegsbeschädigte’).
- augustus 1921: minder courante zegels overdrukt met een nieuwe waarde (1.60, 3, 5 en 10 Mark).
- 1919: opdruk ‘Freistaat Bayern’ (voor Beieren).

Bij Duitse postkantoren in het buitenland:
- China (1905): opdruk ‘x cents x – China’.
- Marokko (1900, 1903, 1905, 1906, 1911): opdruk ‘Marocco – x Centimos’.
- Turkije (1900, 1905): opdruk ‘x Para x’ of ‘x Piaster x’.
- Turkije (1905): opdruk ‘x Centimes’.

x is hier steeds de waarde van de zegel.
In de Duitse koloniën werden de Germaniazegels niet gebruikt.
In gebieden die tijdens de Eerste Wereldoorlog door Duitsland waren bezet:
- België (1914-1918): opdruk ‘Belgien’ plus een waarde in Centimes of Franc. In 1916 verscheen een oplaag waarbij het woord ‘Centimes’ was afgekort tot ‘Cent.’.
- Etappengebiet West (Noord-Frankrijk) (1 december 1916): opdruk van uitsluitend een waarde in ‘Cent.’ (Centimes) of ‘F.’ (Franc).
- Libau (Liepāja) (2 januari 1919): opdruk ‘LIBAU’ schuin over de zegel heen. Dit was een nooduitgifte voor een groepje Duitsers dat na de Eerste Wereldoorlog in Liepāja was achtergebleven.
- Postgebiet des Oberbefehlshabers Ost (dat deel van Rusland dat door Duitsland was bezet, met uitzondering van Russisch Polen) (1916-1918): opdruk ‘Postgebiet Ob. Ost’.
- Roemenië (1 juni 1917): opdruk ‘M.V.i.R.’ (‘Militär Verwaltung in Rumänien’, ‘Militair Bestuur in Roemenië’) in een rechthoek, plus een waarde in Bani.
- Roemenië (1917-1918): opdruk ‘M.V.i.R.’ zonder rechthoek, plus een waarde in Bani.
- Roemenië (1 maart 1918): opdruk ‘Rumänien’ plus een waarde in Bani.
- Roemenië (10 maart 1918): opdruk ‘Gültig 9. Armee’ in een rechthoek.
- Russisch Polen (12 mei 1915): opdruk ‘Russisch-Polen’.
- Russisch Polen (1916-1917): opdruk ‘Gen.-Gouv. Warschau’ (‘Gen.-Gouv.’ staat voor ‘General-Gouvernement’).

In gebieden die na de Eerste Wereldoorlog van het Duitse rijk werden afgesplitst:
- Allenstein (Olsztyn) (3 april 1920): zegels in afwachting van de volksstemming over de toekomst van het gebied (opdruk ‘Plébiscite Olsztyn Allenstein’).
- Allenstein (Olsztyn) (mei/juni 1920): zegels in afwachting van de volksstemming over de toekomst van het gebied (opdruk dubbele ovaal met in de rand ‘COMMISSION D’ADMINISTRATION ET DE PLÉBISCITE OLSZTYN .  ALLENSTEIN’ en in het hart ‘TRAITÉ DE  VERSAILLES ART. 94 et 95’). De bevolking koos overigens voor aansluiting bij Duitsland in plaats van Polen.
- Danzig (juni-december 1920): opdruk ‘Danzig’. In augustus 1920 werden enkele incourante waarden nog eens overdrukt met een nieuwe waarde (5, 10, 25, 60 en 80 Pfennig).
- Danzig (20 en 30 augustus 1920): opdruk ‘Danzig’, maar nu cursief en schuin over de zegel heen gedrukt. Daarnaast kwamen op 20 augustus 1920 enkele Germaniazegels uit met ‘Danzig’ plus een nieuwe waarde.
- Danzig (29 september 1920): opdruk ‘Danzig’ met een vliegtuigje (of een gevleugelde posthoorn) plus een nieuwe waarde. Dit waren luchtpostzegels.
- Danzig (6 mei 1921): opdruk ‘Danzig’, cursief en schuin over de zegel heen gedrukt, plus een nieuwe waarde.
- Marienwerder (Kwidzyn) (maart-mei 1920): zegels in afwachting van de volksstemming over de toekomst van het gebied (opdruk ‘Commission Interalliée Marienwerder’, al dan niet aangevuld met een nieuwe waarde). De bevolking koos ook hier voor aansluiting bij Duitsland in plaats van Polen.
- Memelland (1 augustus 1920): opdruk ‘Memelgebiet’.
- Saarland (30 januari 1020): opdruk ‘Sarre’.
- Saarland (april 1920): opdruk ‘SAARGEBIET’.
- Saarland (februari 1921): opdruk ‘SAARGEBIET’ plus een nieuwe waarde.

Kort na het herstel van de onafhankelijkheid in Polen:
- december 1918/januari 1919: opdruk ‘Poczta Polska’ op zegels van het General-Gouvernement Warschau.
- 1 augustus 1919: opdruk ‘Poczta Polska’ plus een nieuwe waarde.
- 2 september 1919: opdruk 5 of 10 (fenigów, ofwel Pfennig).

## Postwaardestukken

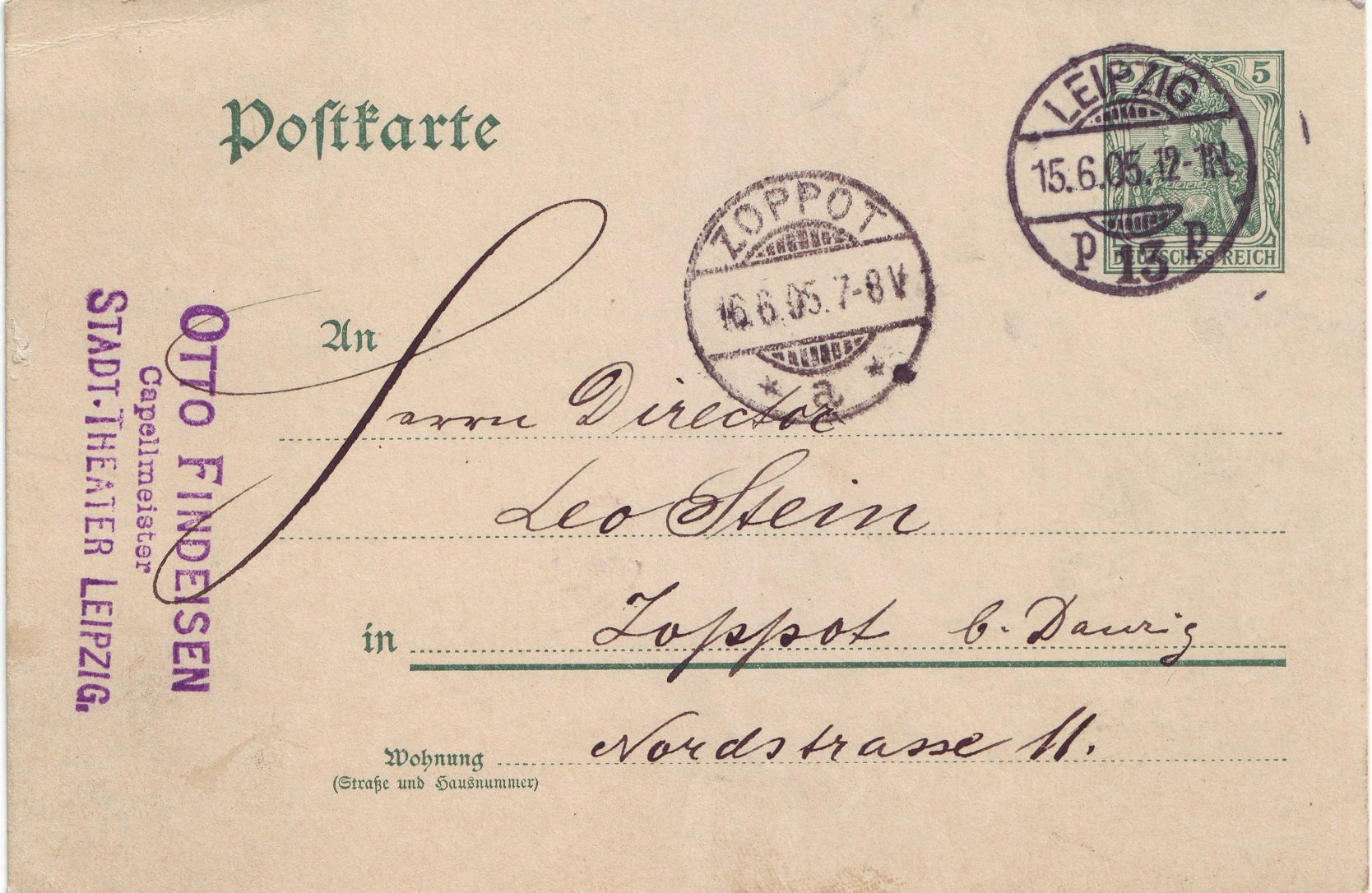
Briefkaart van 5 Pfennig, verzonden van Leipzig naar Zoppot (nu Sopot in Polen) op 15 juni 1905

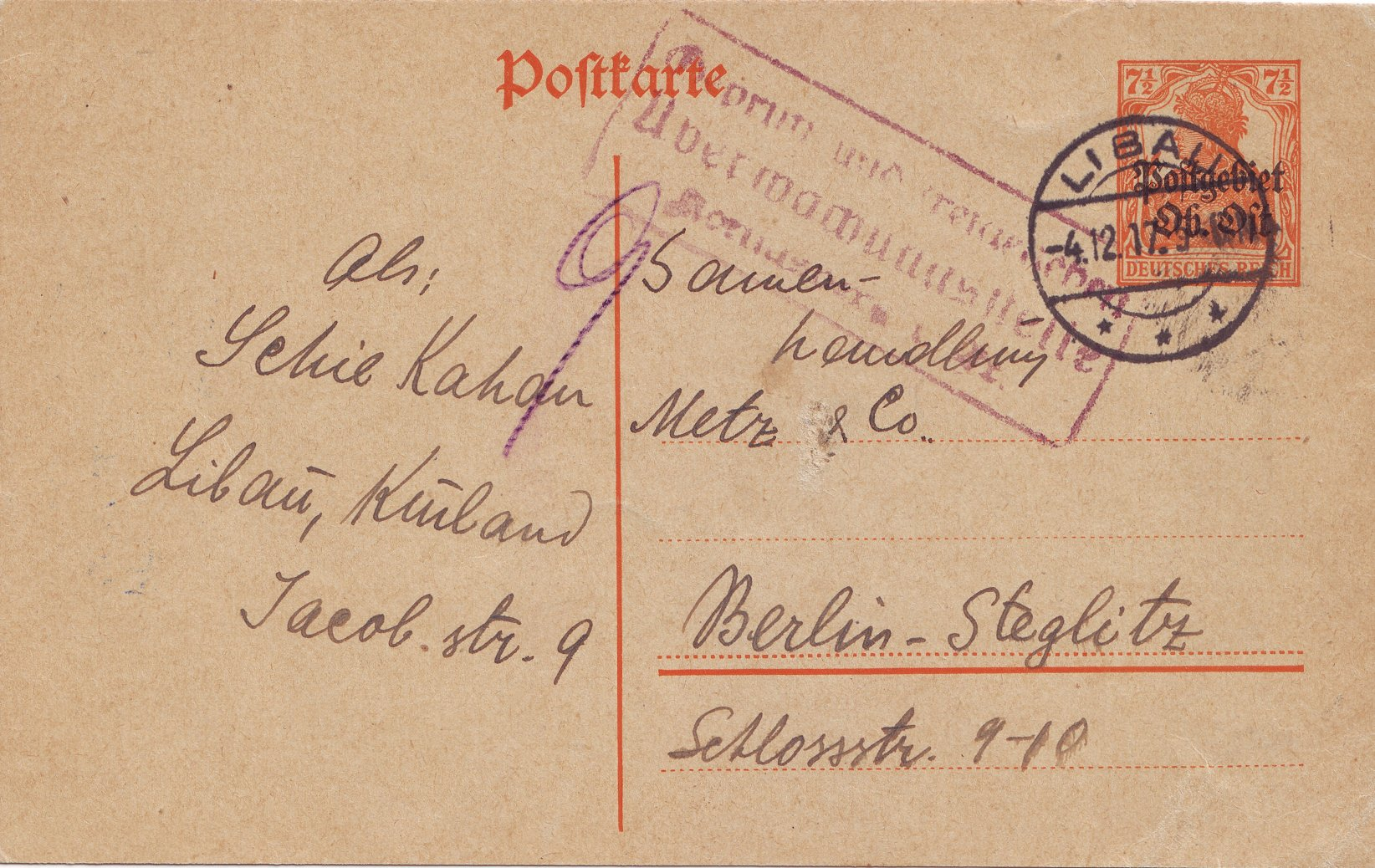
Briefkaart van 7½ Pfennig, overdrukt met ‘Postgebiet Ob. Ost’, verzonden van Libau (nu Liepāja in Letland) naar Berlijn op 4 december 1917. Het rechthoekige stempel is van de censuur in Koningsbergen.

Vanaf 1900 gaf de Deutsche Reichspost verschillende postwaardestukken uit met ingedrukte Germaniazegel. Het meest voorkomende postwaardestuk is een ‘Postkarte’ (briefkaart) met ingedrukte zegel van 5 Pfennig voor het binnenlandse verkeer. In 1916 voerde de Duitse regering een speciale belasting op het postverkeer in om de uitgaven voor de Eerste Wereldoorlog te dekken: de ‘außerordentliche Reichsabgabe’. Als gevolg daarvan moesten de posttarieven worden verhoogd en de briefkaart van 5 Pfennig werd vervangen door een briefkaart van 7½ Pfennig. In 1918 werd de Reichsabgabe verhoogd. Nu moest de briefkaart met het internationale tarief van 10 Pfennig ook worden gebruikt voor het binnenlandse verkeer.
Postwaardestukken met ingedrukte Germaniazegels werden overdrukt voor het gebruik in o.a.:
- Allenstein (opdruk ‘Plébiscite Olsztyn Allenstein’)
- Beieren (opdruk ‘Freistaat Bayern’);
- België (opdruk ‘Belgien’)
- De vrije stad Danzig (opdruk ‘Danzig’)
- Het Memelland (opdruk ‘Memelgebiet’);
- Het bezette deel van Polen tijdens de Eerste Wereldoorlog (opdrukken ‘Russisch Polen’ en ‘Gen.-Gouv. Warschau’)
- Het bezette deel van Roemenië tijdens de Eerste Wereldoorlog (opdrukken ‘M.V.i.R.’ en ‘Rumänien’)
- Het bezette deel van Rusland (opdruk ‘Postgebiet Ob. Ost’)
- Het Saargebied (opdruk ‘Saargebiet’).

Kortom, bijna overal waar Germaniazegels in gebruik waren, waren ook bijpassende postwaardestukken in gebruik.